# Meeting International Mohammed VI d'Athlétisme 2017
Meeting international Mohammed-VI 2017 byl lehkoatletický mítink, který se konal 16. května 2017 v marockém Rabatu. Byl součástí série mítinků Diamantové ligy.

## Výsledky

### Muži
| Disciplína          | 1. místo                   | 2. místo                 | 3. místo                |
| Běh na 200 m        | Andre De Grasse 20,03      | Ameer Webb 20,18         | Zharnel Hughes 20,22    |
| Běh na 800 m        | Nijel Amos 1:43,91         | Kipyegon Bett 1:44,28    | Donavan Brazier 1:44,62 |
| Běh na 3000 m přek. | Soufiane Elbakkali 8:05,12 | Jairus Birech 8:10,91    | Amos Kirui 8:12,18      |
| Skok vysoký         | Andrij Procenko 229 cm     | Robert Grabarz 227 cm    | Tichomir Ivanov 227 cm  |
| Skok o tyči         | Paweł Wojciechowski 585 cm | Raphael Holzdeppe 570 cm | Piotr Lisek 570 cm      |
| Skok daleký         | Rushwal Sammai 8,35 cm     | Jarrion Lawson 8,33 cm   | Yahya Barrabah 8,14 cm  |
| Vrh kouli           | Ryan Crouser 22,47 m       | O'Dayne Richards 21,96 m | Ryan Whiting 21,26 m    |

### Ženy
| Disciplína            | 1. místo                        | 2. místo                     | 3. místo                          |
| Běh na 100 m          | Elaine Thompsonová 10,87        | Marie-Josée Ta Lou 10,90     | Michelle-Lee Ahye 11,02           |
| Běh na 400 m          | Shaunae Millerová-Uiboová 49.80 | Natasha Hastings 50.86       | Quanera Hayes 51,08               |
| Běh na 1500 m         | Angelika Cichocka 4:01,93       | Rababe Arafiová 4:02,19      | Brenda Martinezová 4:02,75        |
| Běh na 400 m překážek | Zuzana Hejnová 54,22            | Janieve Russellová 54,36     | Eilidh Doyleová 54,92             |
| Běh na 3000 m přek.   | Gesa Felicitas Krause 9:18,87   | Norah Jerutová 9:20,51       | Roseline Chepngetichová 9:20,69   |
| Trojskok              | Caterine Ibargüenová 14,51 m    | Kimberly Williamsová 14,31 m | Paraskevi Papachristouová 14,21 m |
| Hod oštěpem           | Barbora Špotáková 63,73 m       | Martina Ratejová 62,46 m     | Taccjana Chaladovičová 62,38 m    |